# عنکبوت‌های سخت‌لاک
عنکبوت‌های سخت‌لاک (نام علمی: Chumma) نام سرده‌ای از عنکبوت‌های شب آفریقایی است که برای اولین بار توسط رودی ژوکه در سال ۲۰۰۱ توصیف شد.